# Cheval de guerre
Cet article concerne le roman de Michael Morpurgo. Pour l'adaptation en film, voir Cheval de guerre (film). Pour un article historique sur le sujet, voir Rôle du cheval dans la guerre.
Cheval de guerre est un roman écrit par Michael Morpurgo publié en 1982 par Kaye & Ward. Il raconte l'histoire de Joey, un cheval de ferme   acheté par l'armée britannique, envoyé sur le front en France en 1914 lors de la première Guerre mondiale et de son ancien propriétaire, le jeune Albert qui tente de le ramener chez lui.

## Genèse
L'auteur a tiré l'idée de son roman de récits de guerre entendus de la bouche d'ex-soldats de son village du Devon.

## Résumé
Chapitre 1
Durant une vente aux enchères, Joey, encore un poulain de six mois attaché à sa mère, fut séparé d'elle. En effet, sa mère fut vendue seule. Quelques instants plus tard, il fut également vendu et son nouveau propriétaire le ramena avec beaucoup de difficultés jusqu'à son écurie. Il fit dès son arrivée la rencontre de Zoey, une vieille jument assez sympathique. Joey était délaissé par son propriétaire, qui ne le nourrissait pas et ne lui donnait pas à boire. Ensuite, il rencontra Albert, le fils de son propriétaire, qui commença tout de suite à s'en occuper. Albert, enthousiasmé par Joey, éprouva un sentiment profond pour lui et une grande amitié prit naissance entre eux deux.
Chapitre 2
Joey grandit avec Albert. Joey se sentait souvent seul quand Zoey était absente, sauf lorsque Albert venait lui rendre visite. Un soir, le poulain donna un coup de sabot au père d'Albert, qui cria, fou de rage, à son fils que, s'il n'arrivait pas à le faire labourer en une semaine, il le revendrait ou l'abattrait sur le champ.
Chapitre 3
Albert commence à monter Joey mais le cheval coûte trop cher. Cela crée des disputes entre Albert et son père qui est en gros manque d'argent. 
Chapitre suivant
Joey va ensuite être envoyé à la guerre, au malheur d'Albert, puis une aventure va avoir lieu en évoquant l'esprit critique d'un cheval.

## Adaptation

### Théâtre
- 2007: War Horse de Nick Stafford (en)

### Cinéma
- 2011: Cheval de guerre, film américain de Steven Spielberg[1].